# Saint-Front (Charente)
Saint-Front település Franciaországban, Charente megyében. Lakosainak száma 358 fő (2022. január 1.). Saint-Front Couture, Mouton, Saint-Ciers-sur-Bonnieure, Valence, Ventouse, Val-de-Bonnieure és Aunac-sur-Charente községekkel határos.

## Népesség
A település népessége az elmúlt években az alábbi módon változott:
| Lakosok száma | 408  | 372  | 301  | 322  | 353  | 367  | 369  | 366  | 364  | 358  |
|               | 1968 | 1982 | 1990 | 2006 | 2012 | 2015 | 2017 | 2019 | 2020 | 2022 |